# The Lone Ranger
The Lone Ranger er en amerikansk action-adventure westernfilm produceret af Walt Disney Pictures og Jerry Bruckheimer Films og instrueret af Gore Verbinski, der er baseret på radioen serien af samme navn. Filmen stjerner Armie Hammer i hovedrollen og Johnny Depp som Tonto. Filmen markerer den første teatralske film med Lone Ranger karakteren i over 32 år.
The Lone Ranger havde premiere 3 juli 2013.

## Handling
En American Indian spirit kriger, Tonto (Depp), beretter om de utallige historier, der forvandlede John Reid (Hammer), en mand af loven, til en legende om retfærdighed. De to usandsynlige helte skal lære at arbejde sammen og kæmpe mod grådighed og korruption.

## Rolleliste
- Johnny Depp som Tonto,en indianer der rekrutterer Reid for at bringe retfærdighed til de ansvarlige for at ødelægge hans stammes landsbyer.[4]
- Armie Hammer som Lone Ranger John Reid, en advokat og tidligere Texas Ranger, der beskytter sin identitet som "The Lone Ranger", en maskeret selvtægts mand, der søger at finde gerningsmændene ansvarlige for sin brors tilsyneladende død.[4]
- William Fichtner som Butch Cavendish, en berygtet fredløs. [5][4]
- Tom Wilkinson som Latham Cole, en kraftigt bygget railroad tycoon.[6]
- Barry Pepper som Captain Jay Fuller, en militær officer.[4]
- Helena Bonham Carter som Red Harrington, bordel madam som bistår Reid og Tonto.
- Ruth Wilson som Rebecca Reid, Dan's kone.[4]
- James Badge Dale som Dan Reid, Johns bror.[7]
- Mason Cook som Will, en ung dreng der bor i 1930'ernes San Francisco.[8]
- James Frain som one of Cole's industrien formand. [9]
- Harry Treadaway som Frank, et medlem af Butch's gang[8]
- Damon Herriman som Ray, et andet medlem af Butch's gang[8]

## Eksterne Henvisninger
- The Lone Ranger på Internet Movie Database (engelsk)
- The Lone Ranger på Filmdatabasen
- The Lone Ranger på Scope
- The Lone Ranger i Svensk Filmdatabas (svensk)
- The Lone Ranger på AlloCiné (fransk)
- The Lone Ranger på MovieMeter (nederlandsk)
- The Lone Ranger på AllMovie (engelsk)
- The Lone Ranger hos American Film Institute (engelsk)
- The Lone Rangers profil hos Encyclopædia Britannica Online (engelsk)
- The Lone Ranger på Turner Classic Movies (engelsk)